# Bill Toomey
William Anthony Toomey, detto Bill (Filadelfia, 10 gennaio 1939), è un ex multiplista statunitense, medaglia d'oro nel decathlon ai Giochi olimpici di Città del Messico 1968.

## Carriera
Dall'11 dicembre 1969 all'8 settembre 1972 ha detenuto il record mondiale del decathlon con 8310 punti. Per i suoi successi sportivi è stato insignito del titolo di membro del National Track & Field Hall of Fame.

## Palmarès
| Anno | Manifestazione  | Sede              | Evento    | Risultato | Punteggio |
| ---- | --------------- | ----------------- | --------- | --------- | --------- |
| 1968 | Giochi olimpici | Città del Messico | Decathlon | Oro       | 8103      |

Altri risultati
- Giochi panamericani
  - Winnipeg 1967:  Oro nel decathlon
- Universiadi
  - Budapest 1965:  Oro nel decathlon